# Ralswiek
Ralswiek è un comune situato sull'isola di Rügen nel Meclemburgo-Pomerania Anteriore, in Germania.
Appartiene al circondario (Landkreis) della Pomerania Anteriore-Rügen ed è parte della comunità amministrativa (Amt) di Bergen auf Rügen.

## Geografia fisica

### Posizione
Ralswiek è situata nella parte centrale dell'isola Rügen, a 7 km a nord di Bergen auf Rügen, a sud del Großer Jasmunder Bodden.

## Storia
Ralswiek venne fondata nell'VIII secolo come cittadina portuale dalla popolazione slava dei Rani.

## Luoghi d'interesse
Da visitare sono, tra l'altro, il castello e la cappella svedese in legno, costruita nel 1907.

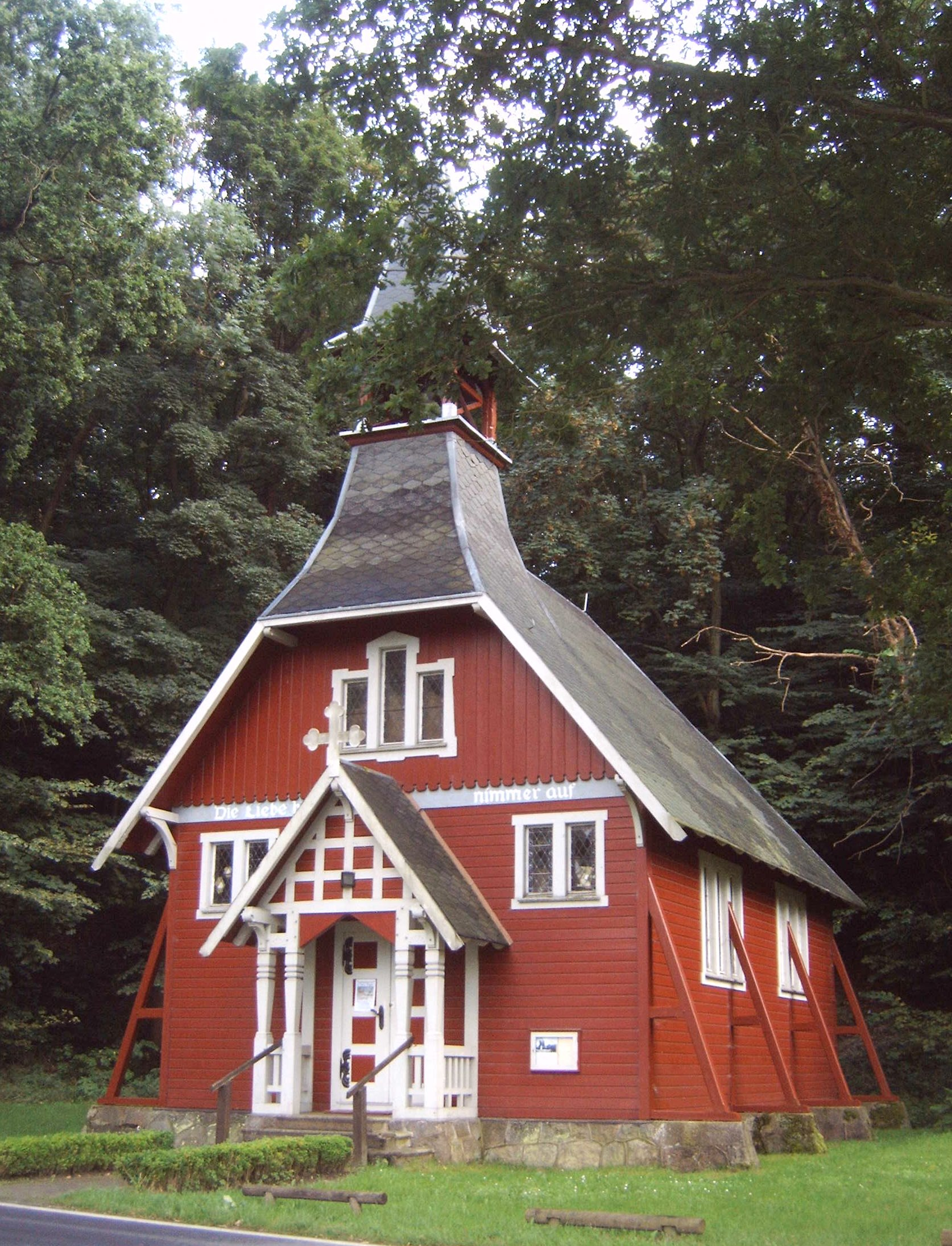
Ralswiek: la cappella svedese in legno (1907)